# Lijst van voetbalinterlands Lesotho - Soedan
Deze lijst van voetbalinterlands is een overzicht van alle officiële voetbalwedstrijden tussen de nationale teams van Lesotho en Soedan. De landen hebben tot op heden twee keer tegen elkaar gespeeld. De eerste ontmoeting was een kwalificatiewedstrijd voor het Wereldkampioenschap voetbal 2014 op 10 juni 2012 in Maseru. Het laatste duel, de returnwedstrijd in dezelfde kwalificatiereeks, werd gespeeld in Omdurman op 8 september 2013.

## Wedstrijden
| № | Plaats   | Datum            | Competitie           | Wedstrijd        | Uitslag |
| - | -------- | ---------------- | -------------------- | ---------------- | ------- |
| 1 | Maseru   | 10 juni 2012     | WK 2014 kwalificatie | Lesotho − Soedan | 0 − 0   |
| 2 | Omdurman | 8 september 2013 | WK 2014 kwalificatie | Soedan − Lesotho | 2 − 3   |

## Samenvatting
| Competitie      | Totaal gespeeld | Winst Lesotho | Gelijk | Winst Soedan | Doelsaldo Lesotho – Soedan |
| --------------- | --------------- | ------------- | ------ | ------------ | -------------------------- |
| WK-kwalificatie | 2               | 1             | 1      | 0            | 3 − 2                      |
| Totaal          | 2               | 1             | 1      | 0            | 3 − 2                      |

LFA · 
Lesothaans vrouwenelftal
Interlands
Tegenstander:
Algerije ·
Angola ·
Benin ·
Botswana ·
Burkina Faso ·
Burundi ·
Centraal-Afrikaanse Republiek ·
Comoren ·
Congo-Kinshasa ·
Ethiopië ·
Gabon ·
Gambia ·
Ghana ·
Guinee ·
Ivoorkust ·
Kaapverdië ·
Kameroen ·
Kenia ·
Laos ·
Liberia ·
Libië ·
Madagaskar ·
Malawi ·
Maleisië ·
Marokko ·
Mauritanië ·
Mauritius ·
Mozambique ·
Myanmar ·
Namibië ·
Niger ·
Nigeria ·
Oeganda ·
Rwanda ·
Sao Tomé en Principe ·
Senegal ·
Seychellen ·
Sierra Leone ·
Soedan ·
Swaziland ·
Tanzania ·
Togo ·
Zambia ·
Zimbabwe ·
Zuid-Afrika
SFA ·
Bondscoaches ·
Topscorers ·
Soedanees vrouwenelftal
1956 · 
1957 · 
1958 · 
1959 · 
1960 · 
1961 · 
1962 · 
1963 · 
1964 · 
1965 · 
1966 · 
1967 · 
1968 · 
1969 · 
1970 · 
1971 · 
1972 · 
1973 · 
1974 · 
1975 · 
1976 · 
1977 · 
1978 · 
1979 · 
1980 · 
1981 · 
1982 · 
1983 · 
1984 · 
1985 · 
1986 · 
1987 · 
1988 · 
1989 · 
1990 · 
1991 · 
1992 · 
1993 · 
1994 · 
1995 · 
1996 · 
1997 · 
1998 · 
1999 · 
2000 · 
2001 · 
2002 · 
2003 · 
2004 · 
2005 · 
2006 · 
2007 · 
2008 · 
2009 · 
2010 · 
2011 · 
2012 · 
2013 · 
2014 ·
2015 ·
2016 ·
2017 ·
2018 ·
2019 ·
2020 ·
2021
Algerije ·
Angola ·
Bahrein ·
Bangladesh ·
Benin ·
Burkina Faso ·
Burundi ·
Centraal-Afrikaanse Republiek ·
China ·
Congo-Brazzaville ·
Congo-Kinshasa ·
Djibouti ·
Egypte ·
Equatoriaal-Guinea ·
Eritrea ·
Ethiopië ·
Gabon ·
Ghana ·
Guinee ·
Guinee-Bissau ·
Irak ·
Ivoorkust ·
Jemen ·
Jordanië ·
Kameroen ·
Kenia ·
Koeweit ·
Lesotho ·
Libanon ·
Liberia ·
Libië ·
Madagaskar ·
Malawi ·
Mali ·
Marokko ·
Mauritanië ·
Mauritius ·
Mozambique ·
Nieuw-Zeeland ·
Niger ·
Nigeria ·
Oeganda ·
Oman ·
Palestina ·
Qatar ·
Rwanda ·
Saoedi-Arabië ·
Sao Tomé en Principe ·
Senegal ·
Seychellen ·
Sierra Leone ·
Somalië ·
Sri Lanka ·
Swaziland ·
Syrië ·
Tanzania ·
Togo ·
Tsjaad ·
Tunesië ·
Verenigde Arabische Emiraten ·
Zambia ·
Zimbabwe ·
Zuid-Afrika ·
Zuid-Korea ·
Zuid-Soedan